# فهد جرادات
فهد محمد موسى الجرادات (مواليد 1930 -وفاة 19 مايو 2015) هو عسكري أردني ووزير المالية الأسبق.

## سيرة
من مواليد قرية بشرى – إربد عام 1930، التحق بالقوات المسلحة الأردنية عام 1948، واللواء الركن فهد جرادات حاصل على بكالوريوس في العلوم العسكرية، وشهادة الثانوية في المدرسة الأمريكية في لبنان، وشارك في دورات في المعاهد العسكرية البريطانية والأمريكية والباكستانية، وحاصل على دورة كلية القيادة والاركان من كلية الاركان الباكستانية عام 1958، ودورة دروع تقدمية من الولايات المتحدة الأمريكية عام 1963، ودورة قائد فئات، واسلحة حربية من بريطانيا، ودورة قاد ة فئات من بريطانيا، ودورة قادة سرايا من بريطانيا، بالإضافة إلى العديد من الدورات الحربية والعسكرية والتخطيط الحربي من بريطانيا.
وتولى منصب وزيرا للمالية وقائد الجيش الشعبي ومدير العمليات الحربية ومديرا للتعبئة العامة ومدير مرتب وسكرتير عسكري، وعضو عسكري باللجنة الدائمة في جامعة الدول العربية 1962-1963، وملحقا عسكريا في إيران إلى أن احيل على التقاعد برتبة لواء ركن دروع عام عام 1974.

## المؤهلات العلمية
- الدراسة الثانوية عام 1947.
- بكالوريس العلوم عسكرية عام 1988.
- دورة كلية القيادة والاركان العسكرية / الباكستان.
- دورة دروع تقدمية / أمريكا.
- دورة قادة سرايا / بريطانيا.
- دورة قادة فئات / بريطانيا.
- وعدد من دورات عسكرية مختلفة في المعاهد العسكرية بالشرق الأوسط وبريطانيا واميركا.

## المناصب التي شغلها
- 1948 التحق بالجيش برتبة تلميذ عسكري.
- تدرج في عدة مناصب بسلاح المشاة والدروع والأركان.
- ركن/1 عمليات /قيادة فرقة.
- ركن/1 إدارة /قيادة القوة المدرعة.
- ركن/1 عمليات /قيادة فرقة.
- ركن/1 تخطيط / مديرية التخطيط والتنظيم.
- ركن/1 عمليات وتدريب / العمليات الحربية.
- عضو عسكري باللجنة الدائمة / جامعة الدول العربية / القاهرة.
- مدير التعبئة العامة.
- مدير المرتب وسكرتير عسكري.
- قائد الجيش الشعبي برتبة زعيم.
- ملحق عسكري/ طهران.
- 1974 احيل علي التقاعد برتبة لواء ركن دروع.
- 1970 عين وزير المالية.

## الأوسمة
- وسام الاستقلال من الدرجة الأولى.
- وسام الاستقلال من الدرجة الثانية.
- وسام الاستقلال من الدرجة الثالثة.
- وسام الكوكب من الدرجة الثالثة.
- شارة تقدير الخدمة المخلصة.
- وسام العمليات الحربية بفلسطين.

## الدورات العسكرية التدريبية
إجتاز العديد من الدورات العسكرية التدريبية التي شارك بها في المعاهد العسكرية البريطانية، والأميركية، والباكستانية، بالإضافة إلى عدد من الدورات العسكرية المتنوعة في المعاهد العسكرية في الشرق الأوسط وبريطانيا وأميركا، ومنها:
- دورة كلية القيادة والأركان العسكرية - الباكستان عام 1985.
- دورة دروع تقدمية - من الولايات المتحدة الأمريكية عام 1963.
- دورة قادة سرايا -بريطانيا.
- دورة قادة فئات- بريطانيا.
- دورة أسلحة حربية من بريطانيا.
- بالإضافة إلى العديد من الدورات الحربية والعسكرية والتخطيط الحربي من بريطانيا.

## الحياة الشخصية
اقترن بزوجته مريم محمد داود جرادات، في الثاني عشر من كانون الأول من العام 1952، وهي الابنة الكبرى لوالدها «أبو شوقي» الذي أسس مع توفيق خليل أبو شريف أول فرع للبنك العربي في مدينة اربد إبان الحرب العالمية الثانية.
انتقل أبو شوقي بعد ذلك إلى عمان، حيث عينه قاضي القضاة - آنذاك - محمد الأمين الشنقيطي رئيساً لديوان دائرة قاضي القضاة بعد شغور المنصب بتعين محمد نزال العرموطي وكيلاً لوزارة الداخلية.
ومريم جرادات، عمّانية السكن حيث تلقت تعليمها، وسلطية المولد حيث كان والدها من كبار موظفي الدولة الذين يتنقلون بين المحافظات حيث عمل في مادبا والسلط واربد ووادي السير وناعور.
كانت شريكة لزوجها فهد جرادات في الحياة وحب الوطن، إذ تحملت معاناة تنقله بين قيادة الجيش في نابلس إلى معسكرات الجيش، وكانت رفيقته في تنقلاته ودوراته التدريبية التي شارك بها في بريطانيا وأمريكا والباكستان ومصر وإيران.
رزق فهد جرادات وزوجته أم سمير ستة أبناء، وهم: سمير، سميرة، المهندس عدنان، والمهندس عثمان، سلوى، والصحفية سهير.
ولأبي سمير من الأحفاد كل من فهد سمير جرادات، وعمر وحمزة وسارة وجعفر عدنان جرادات، وكريم عثمان جرادات، وزين ويزن زغول ابني ابنته سلوى.
أما أخوانه فهم، شقيقته الكبرى الحاجة فهدة، والمهندس عبد الله، وغزالة، والفريق المدني الطبيب فيصل، والحاجة نظيرة، والرائد عبد الكريم، والدكتور عبد الرحمن، والحاج عبد الستار، وعبد الفتاح، والدكتور عبد الناصر، ورندة، ورويدة، والمهندس خالد.

## وفاته
توفي جرادات في التاسع عشر من أيار من العام ألفين وخمسة عشر، وقد نعاه دولة رئيس الوزراء عبد الله النسور، مستذكراً مناقبه والخدمات الجليلة التي قدمها خدمة لوطنه وأمته خلال فترة تسلمه للمناصب التي شغلها.
تمت مواراة جثمانه الثرى في مسقط رأسه ببلدة بشرى، شرقي محافظة اربد، في جنازة عسكرية، شارك فيها أبناء بلده ومحبوه.